# Blowin' in the Wind
"Blowin' in the Wind" là đĩa đơn của ca sĩ-nhạc sĩ Bob Dylan nằm trong album The Freewheelin' Bob Dylan được phát hành vào năm 1963. Mặc dù được coi là một trong những bài hát của phong trào phản kháng và được xem là thánh ca của phong trào tranh đấu cho dân quyền, "Blowin' in the Wind" đề cập nhiều câu hỏi tu từ liên quan tới hòa bình, chiến tranh và tự do. Câu hát điệp khúc "The answer, my friend, is blowin' in the wind" từng được miêu tả như "một sự mơ hồ khó diễn đạt: hoặc là câu trả lời nó hiển hiện trước mắt, hoặc là nó chỉ nằm vô định trong cơn gió". Năm 1994, ca khúc này có tên trong Grammy Hall of Fame và tới năm 2004, nó được xếp hạng số 14 trong danh sách "500 bài hát vĩ đại nhất" của tạp chí Rolling Stone.